# Chianti

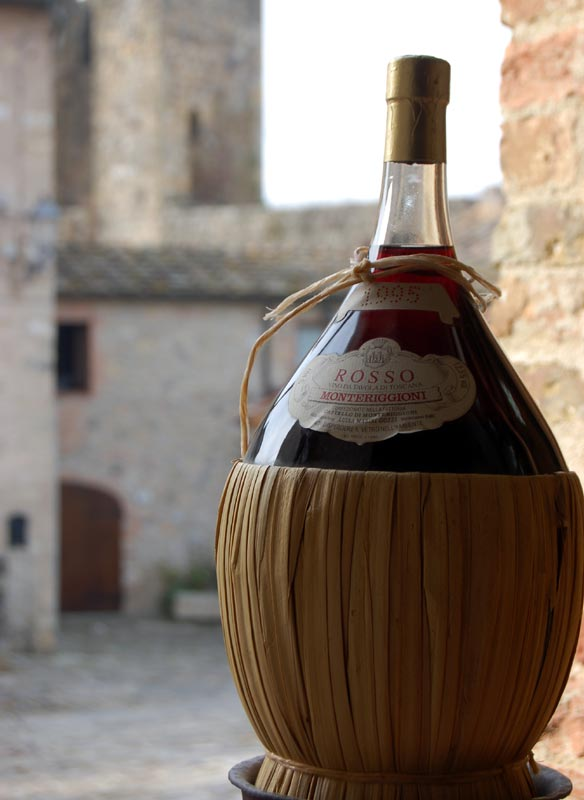
Fiasco de Chianti Monteriggioni

Chianti é um vinho tinto italiano produzido na região da Toscana.
É um vinho tinto seco, com notas de fruta muito concentrada e é produzido com as uvas Sangiovese (predominante) e Canaiolo, ambas tintas, e as brancas Trebbiano e Malvásia.
O Chianti combina bem com comidas leves e seus sabores e aromas de violeta e cereja são impressionantes.
O Chianti não é exatamente um vinho de guarda mas pode manter suas caracteristicas por longos anos desde que bem armazenado.
Alguns deles são produzidos sob DOCG (Denominazione d'Origine Controlatta e Garantita), no entanto, nem sempre é uma garantia de qualidade. Mais de sete mil vinhedos produzem o Chianti na Itália.

## Nome
A origem do nome Chianti é incerta: poderia derivar do termo latino clangor (rumor), ou mais provavelmente derivar do etrusco clante (água), tanto pela abundância dessa na região quanto por esse ser um nome comum de famílias etruscas na mesma região.

## Lenda
Há uma lenda interessante envolvendo os vinhos Chianti: Em meados do século XVII, as disputas políticas envolvendo as cidades de Siena e Firenze (Florença) quanto à extensão territorial de cada uma  alcançaram também a denominação dos vinhos Chianti. A fim de resolver essa questão, foi proposta a realização de uma prova para a delimitação das fronteiras.
A prova, uma corrida, envolveria um cavaleiro de cada cidade que deveria sair em direção à outra assim que o galo cantasse na alvorada.  A fronteira seria o ponto onde eles se encontrassem. Acertado isso, o povo de Siena elegeu um galo bonito, jovem, bem nutrido para cantar na alvorada enquanto que o povo de Firenze escolheu um galo negro, magro e mal alimentado. É claro que o galo de Firenze acordou mais cedo, pois tinha fome, e cantou antes do galo de Siena fazendo com o que o cavaleiro de Firenze tivesse boa vantagem. Essa vantagem fez com que os cavaleiros se encontrassem já bem perto de Siena e, como consequencia, a cidade de Firenze conquistou um território maior que a vizinha. Dizem que essa disputa também levou para Firenze a exclusividade do nome Chianti que é representada nas garrafas por um galo negro.